# Gars
Gars es una población y comuna francesa, en la región de Provenza-Alpes-Costa Azul, departamento de Alpes Marítimos, en el distrito de Grasse y cantón de Saint-Auban.

## Demografía
| 63 | 73 | 64 | 83 | 70 | 49 | 60 | 70 | 74 |
| Para los censos de 1962 a 1999 la población legal corresponde a la población sin duplicidades (Fuente: INSEE [Consultar]) |    |    |    |    |    |    |    |    |

## Personajes vinculados
- Célestin Freinet, pedagogo.